# 满洲拓殖公社
滿洲拓殖公社（日语：／ Manshū Takushoku Kōsha）是在满洲国成立的一家為农业殖民中國東北地區提供支持服務的大日本帝国国策特別会社，總部位於新京特別市（今長春市）。該公社成立於1937年8月31日，其前身是1935年由滿洲國政府、南滿洲鐵道株式會社、三井合名會社、三菱合資會社聯合組建的滿洲拓殖株式會社（満州拓殖株式会社）。截至1939年，滿洲拓殖公社中國東北获取了1960.22萬公頃的土地用於耕種；其中新開發的土地約有151.6萬公頃。公社資本金為5000萬日元，其中日本及滿洲國兩國政府共出資1500萬日元，民間資本出資2000萬日元；公社最高可發行公社資本金10倍的公司債券。

## 公司建制

### 歷任總裁
|   | 姓名       | 其他身份   | 任期                 |
| - | ---------- | ---------- | -------------------- |
| 1 | 坪上貞二   | 外交官     | 1935年－1940年6月    |
| 2 | 二宮治重   | 預備役中將 | 1940年6月－1944年7月 |
| 3 | 齋藤彌平太 | 预备役中将 | 1944年7月－1945年8月 |